# Spelter
Spelter est une census-designated place (« endroit désigné du recensement ») située dans le comté de Harrison en Virginie-Occidentale aux États-Unis. Elle se trouve à 7 km au nord de Clarksburg. Spelter possède un bureau de poste ayant le code ZIP, c'est-à-dire un code postal, 26438. Lors du recensement de 2010, sa population était de 346 habitants. Historiquement, elle a également porté le nom de « Ziesing ».

## Annexe